# سياحة الغرب (كتاب)
سياحة الغرب (الفارسية: سیاحت غرب) أو مصير الأرواح بعد الموت هو كتاب من تأليف آقا نجفي قوجاني [الإنجليزية] (1878-1944). يروي الكتاب قصة الحياة الآخرة وعالم المطهر في صورة قصة مبنية على المنظور الإسلامي للموت. وقد كوّن آقا نجفي قوشاني هذه القصة بناءً على الأحاديث الواردة عن أئمة الشيعة حول المطهر. لقد نُشر الكتاب عدة مرات من ناشرين مختلفين. في عام 2003، أُنتج فلم مبني على هذا الكتاب.

## المؤلف
مؤلف الكتاب هو آقا نجفي قوجاني [الإنجليزية] (1878-1944) وهو من علماء الشيعة الإيرانيين في أواخر العصر القاجاري وأوائل العصر البهلوي. دُفن في قوشان. بالإضافة إلى كتاب سياحة الغرب، لديه العديد من الكتب، مثل سياحة الشرق (كتاب)، وهو سيرته الذاتية.

## المحتوى والموضوع
يتحدث الكتاب عن عالم المطهر بعد الموت والأحداث التي تحدث للإنسان من منظور إسلامي. كُتب سياحة الغرب في الأصل باللغة الفارسية ويعتبرها بعض الأشخاص مثل مرتضى مطهري وسيد عبد الله فاطمين [الإنجليزية] بمثابة الرحلة الروحية لآقا نجفي قوشاني.
وقد قدم آقا نجفي قوشاني الكتاب على أنه رواية المطهر ورواه بضمير المتكلم. يعود نثر سياحة الغرب إلى أوائل القرن الرابع عشر الهجري، ويستخدم العديد من التعبيرات الدينية العربية والإسلامية. لم يُترجم الآيات والأحاديث الموجودة في نص الكتاب إلى الفارسية، بل وضعها كما هي باللغة العربية.
تبدأ رواية كتاب سياحة الغرب بجملة "وأنا ميت" وتضع المتلقي في مكان مختلف بكل بساطة. تعتبر هذه الجملة من أكثر الأمثلة التي لا تنسى وعمومية وشعبية لبداية المخطط (الافتتاح). وتستند القصة كلها على هذه الجملة في الآخرة وعالم البرزخ.

## النشر
لقد أُعيد كتابة كتاب سياحة الغرب منذ أكثر من خمسين عامًا على يد رمضان علي شاكري قوجانى، مدير مكتبة آستان قدس رضوي آنذاك، استنادًا إلى المخطوطات القديمة لآقا نجفي قوجانى. أُلف كتاب سياحة الغرب في الأصل عام 1933 ونُشر على نطاق واسع لأول مرة في عام 1970 في إيران. وقد لاقى الكتاب ترحيبًا فوريًّا من الناس، ونتيجة لذلك أعيد طبعه مرة أخرى في عام 1972.
لقد حظي هذا الكتاب بشعبية كبيرة منذ نشره، وبذل العديد من الناشرين جهودًا لنشره. تُرجم هذا الكتاب إلى اللغة العربية، والفرنسية والإنجليزية.

## الفلم
أُنتج فلم في عام 2003 بناءً على كتاب سياحة الغرب في إيران. وقد حظي هذا الفيلم، مثل الكتاب الأصلي، باستقبال جيد من الناس. ووصف صناع الفيلم كتيب الفيلم بأنه "علاج القيامة". ومن مميزات هذا الفيلم أنه إلى جانب حوارات ممثلي الفيلم، أُلحقَت آيات من القرآن الكريم بما يتناسب مع تلك الحوارات. مُدد الفيلم إلى ثلاث حلقات حتى الآن ليُعرض على التلفاز، ودُبلج أيضًا إلى الأردية والعربية والإنجليزية.

## طالع أيضًا
- برزخ
- علم الآخرة الإسلامي
- الآخرة
- يوم القيامة
- منكر ونكير
- عذاب القبر
- الصراط

## روابط خارجية
- فيلم سياحة الغرب
- فيلم سياحة الغرب كامل